# Takayus chikunii
Takayus chikunii är en spindelart som först beskrevs av Takeo Yaginuma 1960.  Takayus chikunii ingår i släktet Takayus och familjen klotspindlar. Inga underarter finns listade i Catalogue of Life.